# Факультет культурології КНУКІМ
Факультет соціокультурної діяльності Київського Національного Університету Культури і Мистецтв — структурний підрозділ Київського національного університету культури та мистецтв.

## Історія
Факультет створено у серпні 1968 року на базі Київського державного інституту культури, у складі якого функціонували бібліотечний факультет, факультет культурно-освітньої роботи та факультет громадських професій.

## Підрозділи

### Кафедра музеєзнавства та пам'яткознавства
Курс навчання на кафедрі музеєзнавства та пам'яткознавства надає широкі можливості, що відповідають сучасним вимогам освіти в галузі музеєзнавства, пам'яткознавства та експертизи культурних цінностей. Навчання забезпечує фахову підготовку в теорії і практиці музейної справи, а також пропонує вивчення курсів з археології, етнографії України, архівознавства, польових досліджень, історії України, історії мистецтва, законодавства, митного права.
Кафедра музеєзнавства та пам'яткознавства під керівництвом завідувача кафедри Олени Миколаївни Гончарової, доктора культурології, професора, здійснює підготовку фахівців за спеціальністю 6.02027 «Музейна справа і охорона пам'яток історії та культури» спеціалізації «Музеєзнавець, експерт з історико-культурних цінностей» та «Музеєзнавець, організатор екскурсійної діяльності».
Опанування основ навчальних курсів надає можливість професійної реалізації, а також перспективи кар'єрного зростання. Випускники нашої кафедри користуються широким попитом на ринку праці.

### Кафедра культурно-дозвіллєвої діяльності
Метою кафедри культурно-дозвіллєвої діяльності Київського національного університету культури і мистецтв є задоволення зростаючого попиту українського суспільства на підготовку висококваліфікованих фахівців — культурологів, організаторів дозвіллєвої діяльності та рекреації у сфері культури й дозвілля; фахівців, які володіють ґрунтовними теоретичними знаннями й практичними навичками формування культурної політики, реалізації культурно-дозвіллєвих технологій; мають лідерські навички, високі моральні якості, є конкурентоздатними на ринку праці, ефективно здійснюють взаємодію у професійному, корпоративному та суспільному середовищі, володіють соціальною мобільністю і мають стійкий попит у працедавців.
Кафедра культурно-дозвіллєвої діяльності є провідним навчально-науковим підрозділом країни у сфері культури й багато років здійснює підготовку висококваліфікованих кадрів. У різні періоди на кафедрі працювало чимало видатних культурологів, письменників, мистецтвознавців, завдяки яким накопичено неабиякий досвід у питаннях професійної підготовки фахівців сфери культури.

### Кафедра інформаційних технологій
У серпні 1968 року засновано Київський державний інститут культури, у складі якого функціонували бібліотечний факультет, факультет культурно-освітньої роботи та факультет громадських професій. На бібліотечному факультеті підготовку фахівців для бібліотечно-інформаційних установ здійснювали кафедри бібліотекознавства та бібліографії. Кафедру бібліотекознавства очолив ректор новоствореного Інституту Олексій Степанович Сокальський — кандидат педагогічних наук, професор, автор понад 160 наукових праць, серед яких фундаментальні наукові монографії, статті, підручники. Кафедру бібліографії очолив декан бібліотечного факультету, кандидат філологічних наук Степан Йосипович Петров.
В різні роки кафедру бібліотекознавства очолювали знані науковці в галузі книгознавства, бібліотекознавства і бібліографії: кандидат педагогічних наук, доцент В. М. Пілецький, кандидат історичних наук, професор Л. П. Каліберда, доктор педагогічних наук, професор А. С. Чачко, доктор історичних наук, професор Т. І. Ківшар, кандидат педагогічних наук, професор В. В. Загуменна; доктор педагогічних наук, професор Л. Г. Петрова, доктор історичних наук, професор Т. В. Новальська. З 2013 року кафедру очолює кандидат педагогічних наук, доцент Бачинська Н. А. З 2017 року кафедру очолює Новальська Т.В.
У процесі навчання студенти отримують високу професійну підготовку, вчаться володіти сучасними комп'ютерними технологіями, методикою згортання та переробки інформації, оперувати інформаційними масивами, створювати бази даних різноманітних за проблематикою інформаційних ресурсів, добре знати типологію, ринок та рекламу інформаційних продуктів і послуг, закономірності сучасного віртуального середовища, його соціологічні параметри, специфіку не тільки комп'ютерних, але й соціальних аспектів, Інтернет — технологій. Майбутній фахівець отримує знання системи соціальних комунікацій, методів вивчення та форм задоволення інформаційних потреб користувачів бібліотек, організації та надання в користування інформаційних ресурсів, у тому числі і міжнародних, правових засад, теоретичних і практичних основ економіки бібліотечно-інформаційної діяльності.
Студенти набувають вміння: застосовувати програмні засоби і здійснювати бібліотечно-бібліографічне обслуговування як в традиційному режимі, так і із застосуванням інноваційних технологій; впроваджувати принципи менеджменту і маркетингу, управляти ресурсами бібліотеки; здійснювати управління бібліотекою та структурними підрозділами.
У процесі навчання студенти отримують високу професійну підготовку, вчаться володіти сучасними комп'ютерними технологіями, методикою згортання та переробки інформації, оперувати інформаційними масивами, створювати бази даних різноманітних за проблематикою інформаційних ресурсів, добре знати типологію, ринок та рекламу інформаційних продуктів і послуг, закономірності сучасного віртуального середовища, його соціологічні параметри, специфіку не тільки комп'ютерних, але й соціальних аспектів, Інтернет — технологій. Майбутній фахівець отримує знання системи соціальних комунікацій, методів вивчення та форм задоволення інформаційних потреб користувачів бібліотек, організації та надання в користування інформаційних ресурсів, у тому числі і міжнародних, правових засад, теоретичних і практичних основ економіки бібліотечно-інформаційної діяльності.
Необхідно зазначити, що з 2016 року до цієї кафедри ввійшла спеціалізація "Документознавство та менеджмент державних органів"(яка раніше належала до факультету Державного управління і права) та спеціалізація "Інформаціолог-аналітик".
Студенти набувають вміння: застосовувати програмні засоби і здійснювати бібліотечно-бібліографічне обслуговування як в традиційному режимі, так і із застосуванням інноваційних технологій; впроваджувати принципи менеджменту і маркетингу, управляти ресурсами бібліотеки; здійснювати управління бібліотекою та структурними підрозділами.

## Викладачі
Олена Олександрівна Каракоз – кандидат історичних наук, доцент. Закінчила Київський національний університет культури і мистецтв. В університеті працює з 2001 року. Із 2007 року – викладач Кафедри книгознавства і бібліотекознавства. Олена Олександрівна є автором близько 20 наукових та навчально-методичних друкованих праць, учасником всеукраїнських та міжнародних конференцій. Коло наукових інтересів: книга в історії та культурі України, сучасні концепції книгознавства, соціально-комунікаційні основи формування культурно-інформаційного простору, підготовка кадрів для бібліотечно-інформаційної галузі. Викладає дисципліни: «Історія книги», «Книгознавство», «Бібліотечна професіологія».
Юлія Миколаївна Ключко –  кандидат педагогічних наук, професор. Працює у КНУКіМ із 1984 року, є автором понад 40 наукових праць, у тому числі однієї монографії, бере активну участь у міжнародних конференціях та конференціях. Наукові інтереси: історія музейної справи, культурно-освітні аспекти музейної комунікації. Науковий напрям: музеєзнавство, розвиток соціально-культурної сфери України.
Анна Тимофіївна Рибка[недоступне посилання з липня 2019] – методист денної форми навчання Факультету культурології. Закінчила у 2013 році Київський національний університет імені Тараса Шевченка, спеціальність «Українська мова і література». Здійснює навчально-методичне та документаційне забезпечення діяльності деканату, контролює рух контингенту студентів денної форми навчання факультету.
Ольга Олегівна Лапська[недоступне посилання з липня 2019] – методист заочної форми навчання Факультету культурології. Закінчила магістратуру Київського національного університету культури і мистецтв за спеціальністю «Книгознавство, бібліотекознавство і бібліографія». Здійснює навчально-методичне та документаційне забезпечення діяльності деканату, контролює рух контингенту студентів заочної форми навчання факультету.